# Robert Stuart d’Aubigny
Robert Stuart d'Aubigny, másképp Stewart  (1470 – 1544) Beaumont-le-Roger grófja, Aubigny ura, skót származású francia katona, Franciaország marsallja, VIII. Károly, XII. Lajos és I. Ferenc idején az itáliai háborúk sikeres hadvezére.

## Származása, családja
A Skóciát uraló Stuart-házi királyok távoli rokona, John Stewart of Darnley (1380–1429) 1421-ben érkezett Franciaországba egy 5-6000 főnyi skót sereg tagjaként, hogy a százéves háborúban segítséget nyújtson a dauphin, azaz a későbbi VII. Károly számára az angolok ellen, az „Auld Alliance” jegyében. Érdemeiért Károly a skót sereg fővezérévé (connétable) nevezte ki és birtokokkal ajándékozta meg. 1421-ben megkapta az örökölhető Concressault ura címet és a Bourges-tól félszáz kilométerre északra fekvő uradalmat, 1422-ben megkapta az Aubigny-sur-Nère uradalmat és címet is, szintén örökölhetően., majd a király Évreux grófjává és pairré  ( 1427) nevezte ki.
Idősebb fia és örököse, Alan Stewart of Darnley, 1437-ben visszatért Skóciába és lemondott francia területeiről öccse, John Stewart javára. A Franciaországban maradt Stuartok szerencséje közben magasra ívelt: John Stewart a skót gárda kapitányaként szolgálta VII. Károlyt és utódát, XI. Lajost, érdemeiért pedig az 1469-ban alapított Szent Mihály-rend első lovagjai közé fogadták. Az 1482-ben elhunyt John fia, Bernard (Bérault) Stewart számos diplomáciai küldetésen és hadjáraton vett részt VIII. Károly és XII. Lajos idején. 1493-ban maga is a skót gárda kapitánya lett. Szolgálatai elismeréseképpen 1495-ben a felesége hozományaként megszerzett Beaumont-le-Roger-i uradalmat grófsággá emelték, ő maga is a Szent Mihály-rend tagja lett, és később a Nápolyi Királyság és a Milánói Hercegség kormányzója lehetett az itáliai háborúk során.
Robert a család skóciai ágából származott: az 1439-ben meggyilkolt Alan fia, John Stewart lennoxi gróf gyermeke volt. Robertet először 1489-ben említik, amikor IV. Jakab skót király kegyelmet adott neki és testvéreinek, mert megvédték Dumbarton kastélyát a királyi erők ellen. 1495-ben, apja halála után Franciaországba utazott, ahol csatlakozott apja unokatestvére,  Bernard Stuart vezette francia hadsereghez. Katonai pályafutása gyorsan ívelt felfelé, 1498-re a skót lovas katonák hadnagya lett. 1504. február 2-án feleségül vette Bérault gróf egyetlen leányát és örökösét, Anne-t. A gróf 1508-ban bekövetkezett halálakor házassága révén megörökölte annak birtokait és címeit.

## Pályafutása
A skót gárda tagjaként részt vett VIII. Károly első itáliai háborújában, ahol kitűnt a nápolyi és aragóniai erők felett 1495-ben aratott seminarai csatában, majd XII. Lajos idején, 1507-ben, Genova bevételénél, 1509-ben a Velencei Köztársaság felett aratott agnadellói diadalban, 1512-ben pedig Brescia ostrománál és a ravennai győzelemnél. Az előbbi küzdelmekben együtt harcolt a híres lovaggal, Pierre Terrail de Bayard-ral. 1513-ban II. Louis de La Trémoille alatt sikeresen védelmezte Novara városát.
Érdemeiért 1514-ben marsalli kinevezést kapott, amit 1515-ben az új király, I. Ferenc is megerősített. Ez évben részt vett a Milánó visszahódítását eredményező hadjáratban. La Palice marsall alatt az ő erői győzték le és fogták el Prospero Colonnát, a milánói Francesco Sforzát támogató pápai hadak vezérét Villafranca Piemonte közelében. Részt vett a svájci zsoldosok felett döntő győzelmet hozó marignanói csatában, melynek eredményeképpen Milánó ismét francia kézre került. Az 1525-ös paviai vereségnél is jelen volt. 1536-ban még aktívan részt vett a Provence-ban V. Károly német-római császár ellen vívott harcokban.

## Házasságai, örökösödése
Első felesége Bérault Stuart és második asszonya, Anne de Maulmont (Guy de Maulmont és Jeanne d'Alençon leánya) gyermeke, Anne Stuart volt (~1484–1516), később Jacqueline-t, a Châteauneuf-du-Drac-i François de la Queuille és első felesége, Marguerite de Castelnau-Bretenoux-Caylus gyermekét vette feleségül. Egyik házasságából sem született gyermeke. Örököse így skóciai rokonságából került ki.
Robert fivére, Matthew Stewart, Lennox 2. grófja 1513-ban, csatában esett el. Az ő fia, John Stuart, Lennox 3. grófja 1526-ban gyilkosság áldozata lett, ekkor özvegye úgy döntött, hogy a Lennox grófságot öröklő Matthew-t és fivérét, Johnt Roberthez küldi Franciaországba. Matthew csak 1542-ben tért vissza Skóciába. Robert marsall Johnt szemelte ki örököseként, ennek érdekében adoptálta felesége féltestvérét, a François de la Queuille második házasságából származó Anne-t, akit feleségül adtak Johnhoz.
Robert Stuart 1544-es halálakor így sógora/veje, egyben unokaöccsének kisebbik fia, John Stuart örökölte meg birtokait, köztük a Bérault által épített, Robert idején bővített oizoni La Verrerie-kastélyt. A Beaumont-le-Roger-i grófság visszaszállt a koronára. Az örökösödés kapcsán a marsall birtokairól és ingóságairól készült inventárium fennmaradt, ami értékes életmódtörténeti forrás. John fia és örököse, Esmé Stuart később Lennox első hercege lett.

## Galéria
- Egykorú ábrázolása Római Aegidius „A fejedelmek kormányzásáról” (De regimine principium) c. munkájának francia változatából (16. század eleje)
- Robert Stuart címere
- Corneille de Lyon portréja feltételezhetően Anne Stuartról (1533-1536 k.)
- Az oizoni La Verrerie-kastély, melynek déli, reneszánsz stílusú szárnyát Robert Stuart építtette

## Fordítás
2024 előtti módosítások: Ez a szócikk részben vagy egészben  a   Robert Stuart d'Aubigny című francia Wikipédia-szócikk ezen változatának fordításán alapul.  Az eredeti cikk szerkesztőit annak laptörténete sorolja fel. Ez a jelzés csupán a megfogalmazás eredetét és a szerzői jogokat jelzi, nem szolgál a cikkben szereplő információk forrásmegjelöléseként.